# جبرئیل سو
جبرئیل سو (انگلیسی: Djibril Sow؛ زادهٔ ۶ فوریهٔ ۱۹۹۷) بازیکن فوتبال اهل سوئیس است.
از باشگاه‌هایی که در آن بازی کرده‌است می‌توان به باشگاه ورزشی یانگ بویز برن اشاره کرد.
وی همچنین در تیم‌های ملی فوتبال زیر ۲۱ سال سوئیس، و سوئیس بازی کرده‌است.